# Josef Líkař
Josef Líkař (12. května 1903 – 30. června 1942 v Praze na Kobyliské střelnicí) byl klempířský mistr, který během Protektorátu Čechy a Morava bydlel se svojí manželkou Marií v domku v Praze na Bílé Hoře, kde měl klempířskou dílnu. Pro odboj Josef Líkař spolu se svým švagrem Václavem Řehákem a zámečníkem Františkem Mandysem nejprve vyráběli plechové krabice pro bezpečné uložení zbraní, kterých se odbojáři ilegálně zmocnili. Později přešli na výrobu „cukroví“ (odbojové krycí označení výbušnin a sabotážních strojů) pro podplukovníka Josefa Mašína a jeho zpravodajsko-sabotážní skupinu. Mezi blízkými spolupracovníky Tří králů byla tato dílna známa jako „cukrárna“. Klempířský mistr Josef Líkař byl na jaře roku 1942 zatčen a později (30. června 1942) popraven ve stejný den a na stejném místě jako podplukovník Josef Mašín, plukovník Josef Churavý a další členové a podporovatelé ilegální odbojové organizace Obrana národa.

## Životopis
Josef Líkař se narodil 12. května roku 1903. Vyučil se klempířem. Druhá republika (období od 1. října 1938 do 14. března 1939) jej zastihla v roli živnostníka – klempířského mistra s vlastní klempířskou dílnou a domkem (na adrese Karlovarská 327/45, Praha 6 (Praha 17) Bílá Hora), ve kterém bydlel se svojí manželkou Marií Líkařovou (rozenou Řehákovou).

### Navazování spolupráce
Podplukovníka Josefa Mašína seznámil poštmistr Jan Drobný s klempířem Josefem Líkařem nejspíše krátce po podepsání Mnichovské dohody a spolupráce započala prakticky ihned v polovině března 1939, kdy se Josef Mašín snažil využít dočasného zmatku, ve kterém německé úřady ještě neměly zaevidované počty o množství zbraní a výbavy armády ČSR. K Josefu Líkaři a jeho práci pro odboj se nakonec postupem doby přidala celá jeho rodina i ráda dalších lidí: manželka Marie a její bratři Václav Řehák a František Řehák a také zámečník František Mandys, který měl naproti Líkařovu domku svou dílnu, kde skupina přechovávala zbraně (pušky). Do odboje se zapojil i přítel Josefa Líkaře – Antonín Steiner, úředník generálního konzulátu ČSR v Istanbulu ve výslužbě.
Podplukovník Josef Balabán navázal kontakt s klempířem Josefem Líkařem a jeho ženou Marií nejspíše prostřednictvím podplukovníka Josefa Mašína ještě během druhé republiky, když se oba (Balabán a Mašín) snažili „opatřit si spolupracovníky, na které by bylo spolehnutí v případě potřeby“.

### Ukrývání zbraní

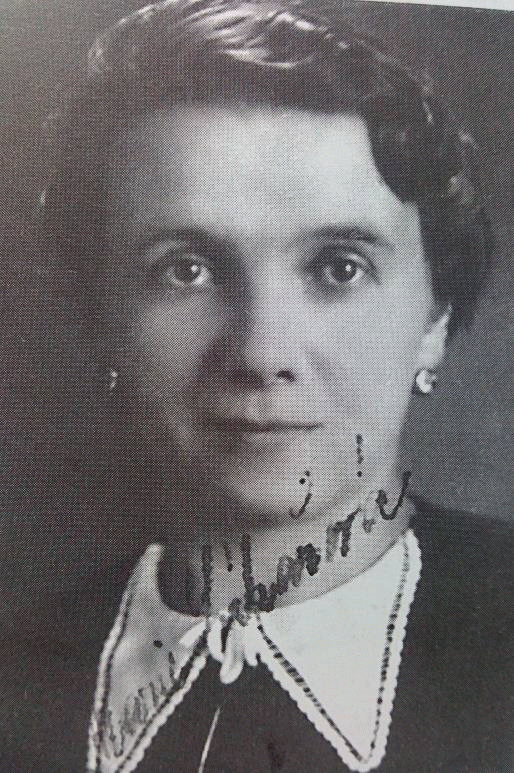
Marie Líkařová (rozená Řeháková)

Byli to Josef Líkař a jeho švagr Václav Řehák, kdo pomohli podplukovníku Josefu Mašínovi vyvézt z ruzyňských kasáren (v polovině března 1939) několik kovových beden se zbraněmi a přestěhovat je do Líkařovy dílny. Část zbraní ukryli ve sklepě, část jich zakopali na několika místech. Dům a klempířská dílna na Bílé Hoře sloužil zřejmě jako jeden z největších úkrytů zbraní, zajištěných podplukovníkem Josefem Mašínem. Pro potřeby Tří králů fungovala klempířská dílna jako zbrojnice a zbrojovka. Byt Josefa Líkaře se stal arzenálem této zpravodajsko-sabotážní skupiny. Sklad v krámku paní Marie Líkařové sloužil jako muniční sklad: v bedýnkách od zavařenin se ukrývaly výbušniny, pod podlahou ve sklepě pak pušky a náboje. Marie Líkařová ve své poválečné výpovědi popsala spolupráci svého bratra a manžela s podplukovníkem Josefem Mašínem následovně:
Krátce, než nás Němci obsadili 15. března roku 1939, pracovalo se na akci zbraní. Manžel i bratr dováželi v noci zbraně z ruzyňských kasáren, které se uschovávaly ve sklepě, v dílnách, dovážely se na Radost, do Zličína i do Řep. Zakopávaly se ve velkých barelech. V Řepích bylo zakopáno u Talacků v zahradě 230 pušek a náboje. Celkem 5 aut zbraní s náboji se rozebralo z ruzyňských kasáren. Akci vedl a zbraně vydal podplukovník Josef Mašín. Později po našem obsazení jezdili do Prahy, odkud vyvezli ohrožené letecké kulomety. Zbraně u nás uschované byly nejvíce browninky, pušky, 2 strojní pušky s náboji. V mém skladišti na zboží byly uloženy zbraně. V dílnách pod podlahou byly pušky, náboje a třaskaviny. Též měli přivézt 70 bedniček ručních granátů. Měly být maskovány jako marmeláda.
Marie Líkařová, poválečná výpověď, 

### Výroba sabotážních přístrojů
Kromě skladování zbraní poskytoval dům a klempířská dílna Josefa Líkaře na Bílé Hoře Třem králům široké technické zázemí pro výrobu a kompletaci sabotážních přístrojů. Toto bylo místo, kde podplukovník Josef Mašín připravil své první "pekelné stroje" určené pro sabotážní akce. Tady klempíř Josef Líkař vyráběl plechové krabice na trhaviny, obaly na zápalné nálože i pouzdra na malé bombičky. Klempířská dílna v Praze na Bílé Hoře byla mezi blízkými spolupracovníky Tří králů známa jako "cukrárna". Cukrovím se rozuměly výbušniny, které zde vyráběl majitel dílny Josef Líkař se svým švagrem Václavem Řehákem. Kromě toho Josef Líkař a bratr paní Marie Líkařové - Václav Řehák (odbojové krycí jméno "Fešák") pracovali pro Tři krále jako spojky a pomocníci.
- Byla to Líkařova "cukrárna", kde byly nejspíše zhotoveny dva pekelné stroje, které Ctibor Novák převzal v dejvickém bytě Aloise Janotky, přepravil do Berlína a načasoval k výbuchu na den 15. září 1939.[8] Jedna z náloží explodovala před budovou policejního ředitelství na Alexanderplatz, druhá před budovou Ministerstva letectví na Leipzigerstrasse (Lipské třídě).[2][1] Účinky těchto pumových útoků se v literatuře liší, nicméně minimálně z psychologického hlediska byl jejich dopad nepopiratelný.[3] Sám Ctibor Novák po druhé světové válce vzpomínal:[10]

"Výbuchy v Berlíně vyvolaly u Němců pravé zděšení. Pobíhali bezhlavě po ulicích, volajíce: "Die Engländer sind da" (Angličani jsou tady) a vrhali se do tunelů podzemní dráhy, přičemž došlo k panice a bylo mnoho zraněných."
Ctibor Novák, vzpomínka na pumové útoky, 
- Nejspíše to bylo opět v Líkařově "cukrárně", kde byla vyrobena "kufříková" nálož, kterou převzal v bytě Jiřího Zemana průvodčí lůžkových vozů Jan Karel a kterou nechal explodovat v prosinci 1940 na Anhaltském nádraží v Berlíně.[2][1] Výbuch v centru Berlína vyvolal velký rozruch. Exploze způsobila německé říšské železnici velkou škodu především tím, že výbuch zdemoloval kolejiště[11][12], kam se přistavovaly salonní vlaky nacistických pohlavárů. Pokus o atentát na říšského vedoucího SS Heinricha Himmlera, vyvolal v nejvyšších nacistických kruzích značný rozruch a posílil morálně domácí (český) odboj.[13]

### Ilegální tiskoviny
Kromě „cukroví“ se v domku u Líkařů (od podzimu 1939) rozmnožovaly (na psacím stroji a cyklostylu), tiskly a skladovaly letáky a ilegální tiskoviny a konala se zde řada konspiračních schůzek. Dokonce se zde tiskla část nákladu ilegálního časopisu V boj (a to až do jara 1942). Některé články do časopisu V boj psal podplukovník Josef Mašín. Marie Líkařová po válce vypověděla, že v rámci spolupráce s rodinou Líkařovou a Řehákovou:
 ... jsme také rozšiřovali noviny "V boj", které přinášel podplukovník Josef Mašín, nebo bratr od majora Jana Sadílka. Do tohoto časopisu přispíval i podplukovník Josef Mašín, který svoje články psal u nás na našem psacím stroji.
Marie Líkařová, poválečná výpověď, 

### Závěr
Klempířský mistr Josef Líkař byl 15. května 1942 zatčen a dne 30. června 1942 (za druhého stanného práva) popraven v pozdních odpoledních hodinách zastřelením na Kobyliské střelnici v Praze. Bylo to na stejném místě a ve stejný den, jako byli popraveni jeho bělohorští spolupracovníci Václav Řehák a František Mandys i další členové ilegální organizace Obrana národa a jejich spolupracovníci v odboji: Jiří Zeman, Jan Karel, podplukovník Josef Mašín, plukovník Josef Churavý, major letectva RNDr. Josef Jedlička (celkem na 70 osob).

Seznam popravených na Kobyliské střelnici 30. června 1942
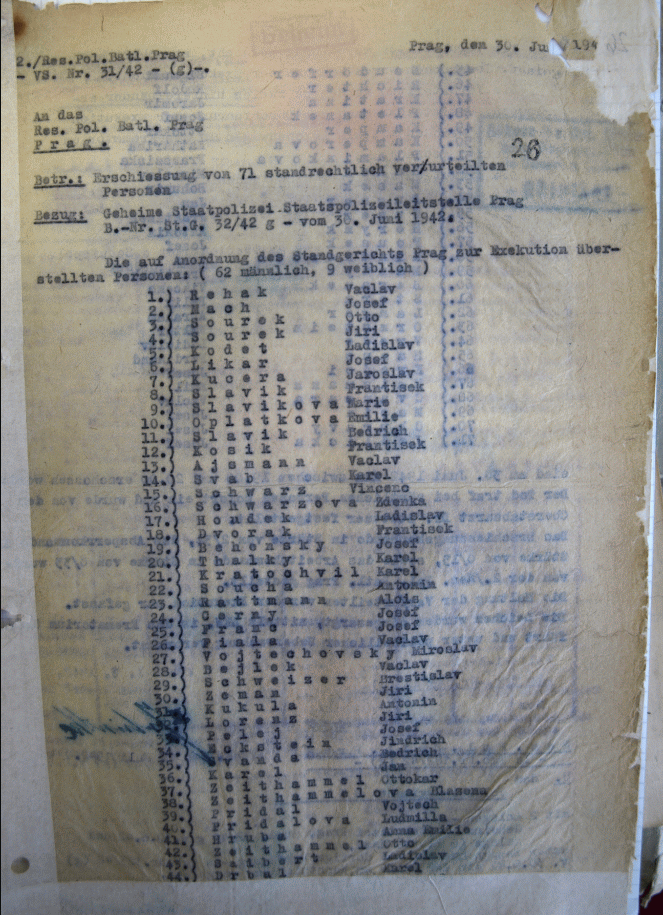
Popravní protokol z 30. června 1942 (1. strana, německý originál)
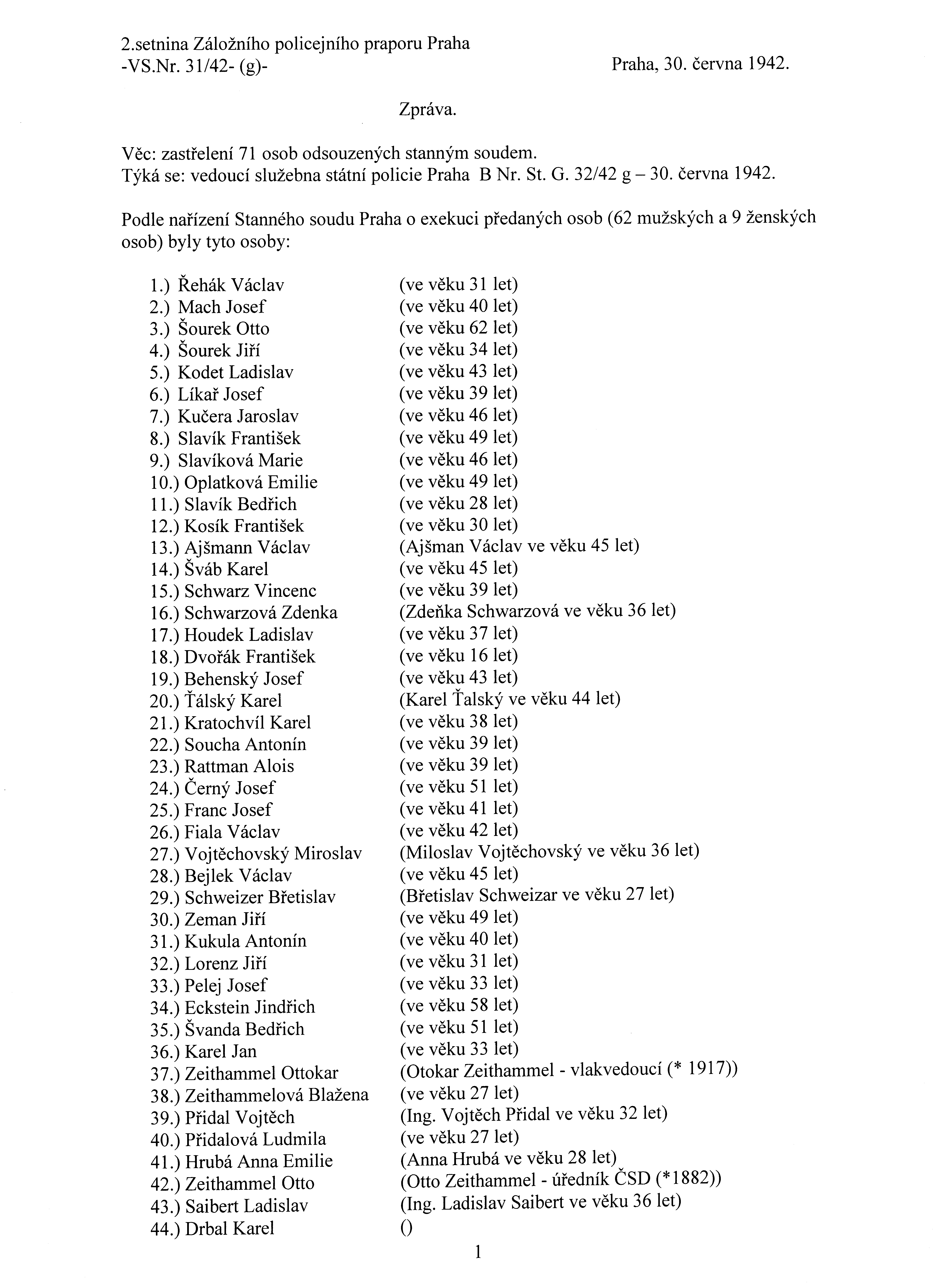
Popravní protokol z 30. června 1942 (1. strana, překlad do češtiny)
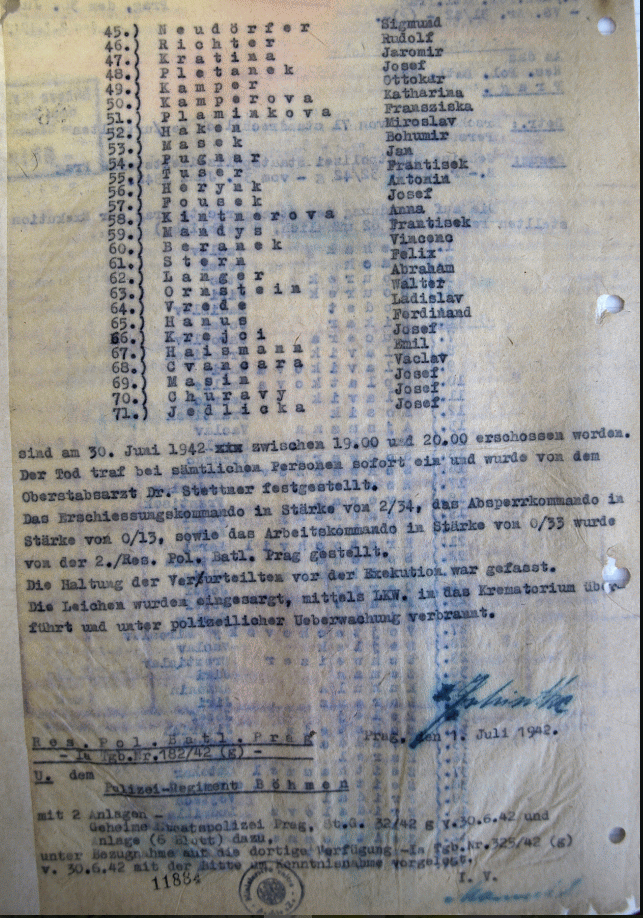
Popravní protokol z 30. června 1942 (2. strana, německý originál)
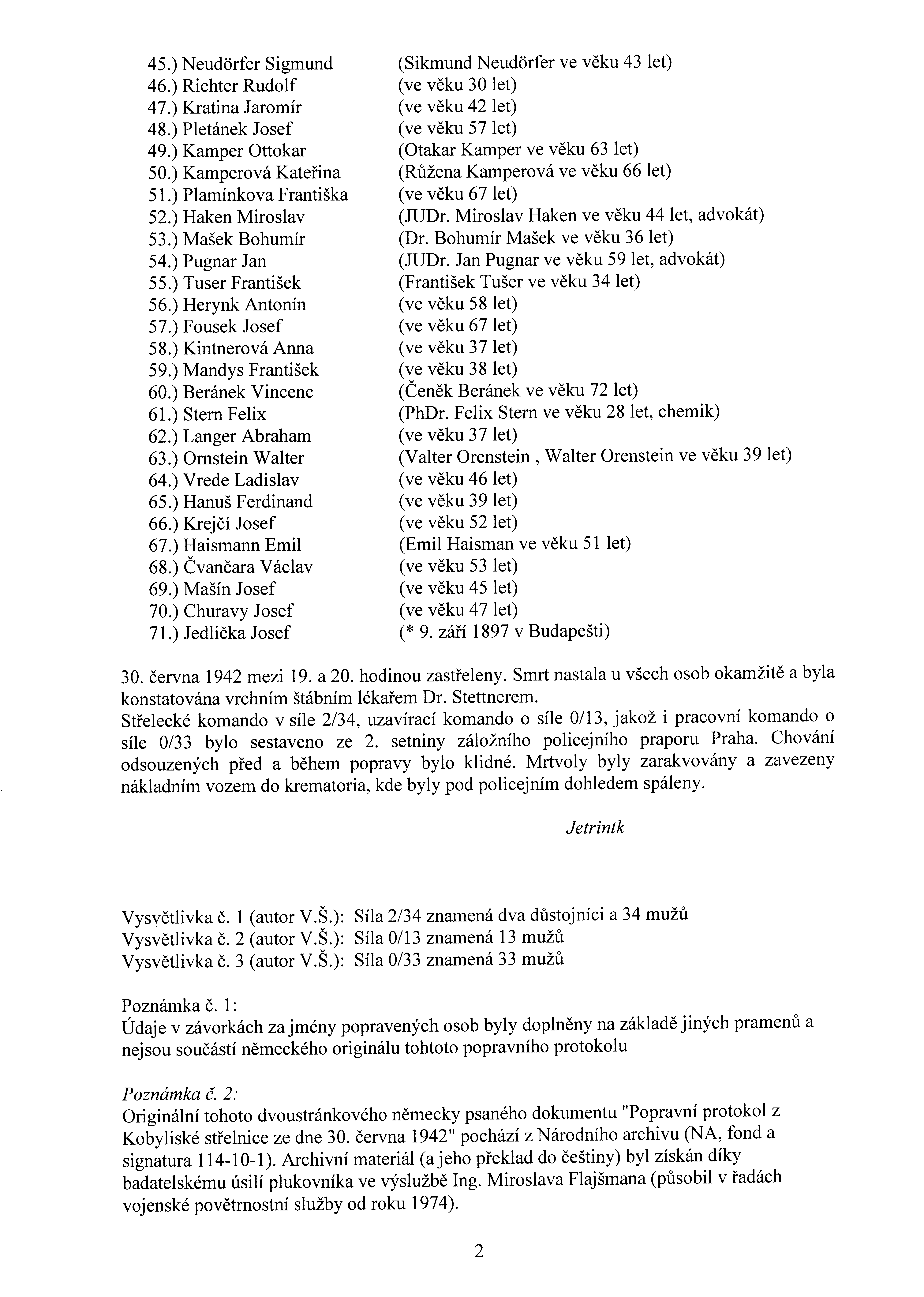
Popravní protokol z 30. června 1942 (2. strana, překlad do češtiny)
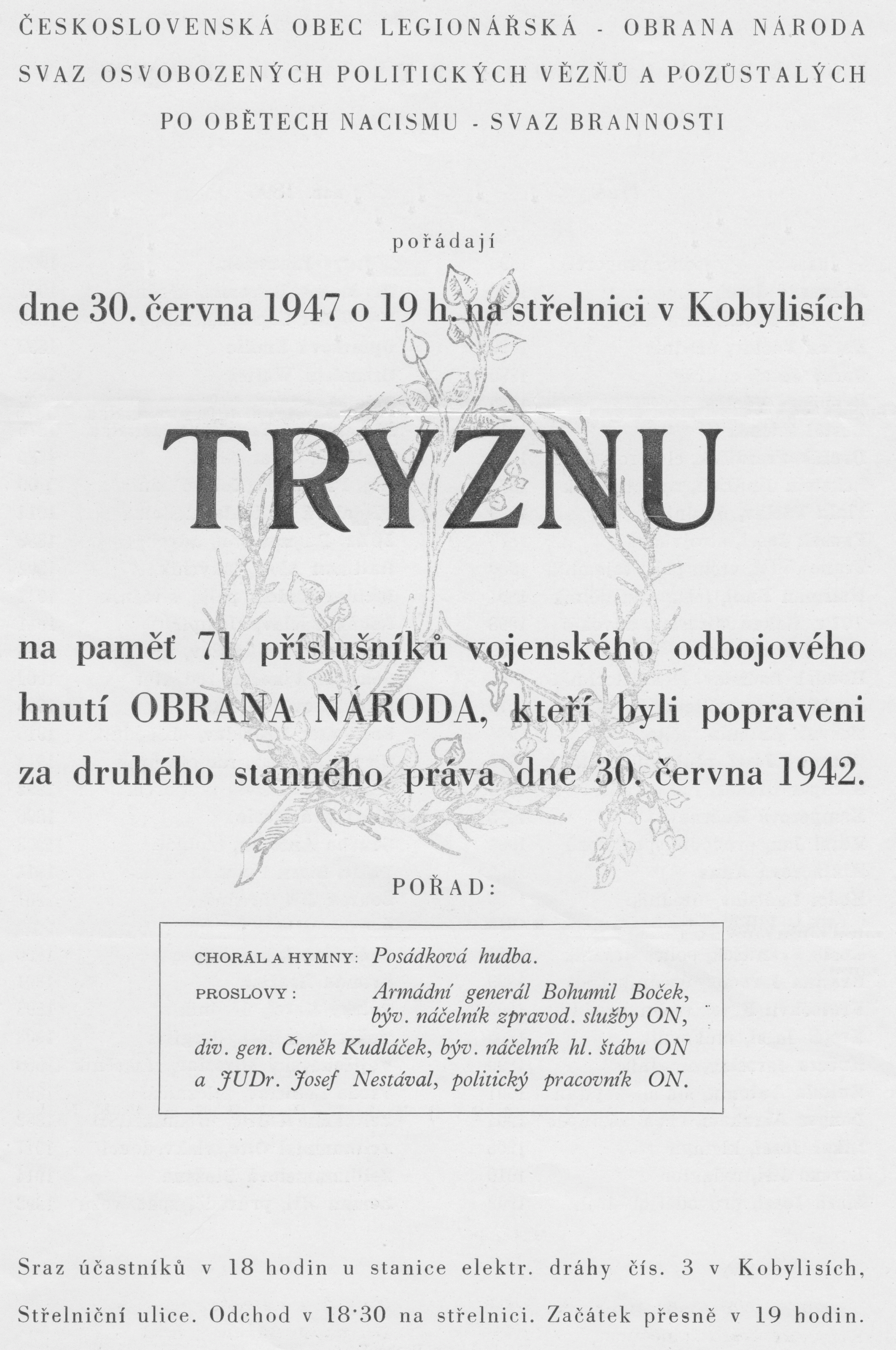
Tryzna (30. června 1947), titulní strana dokumentu
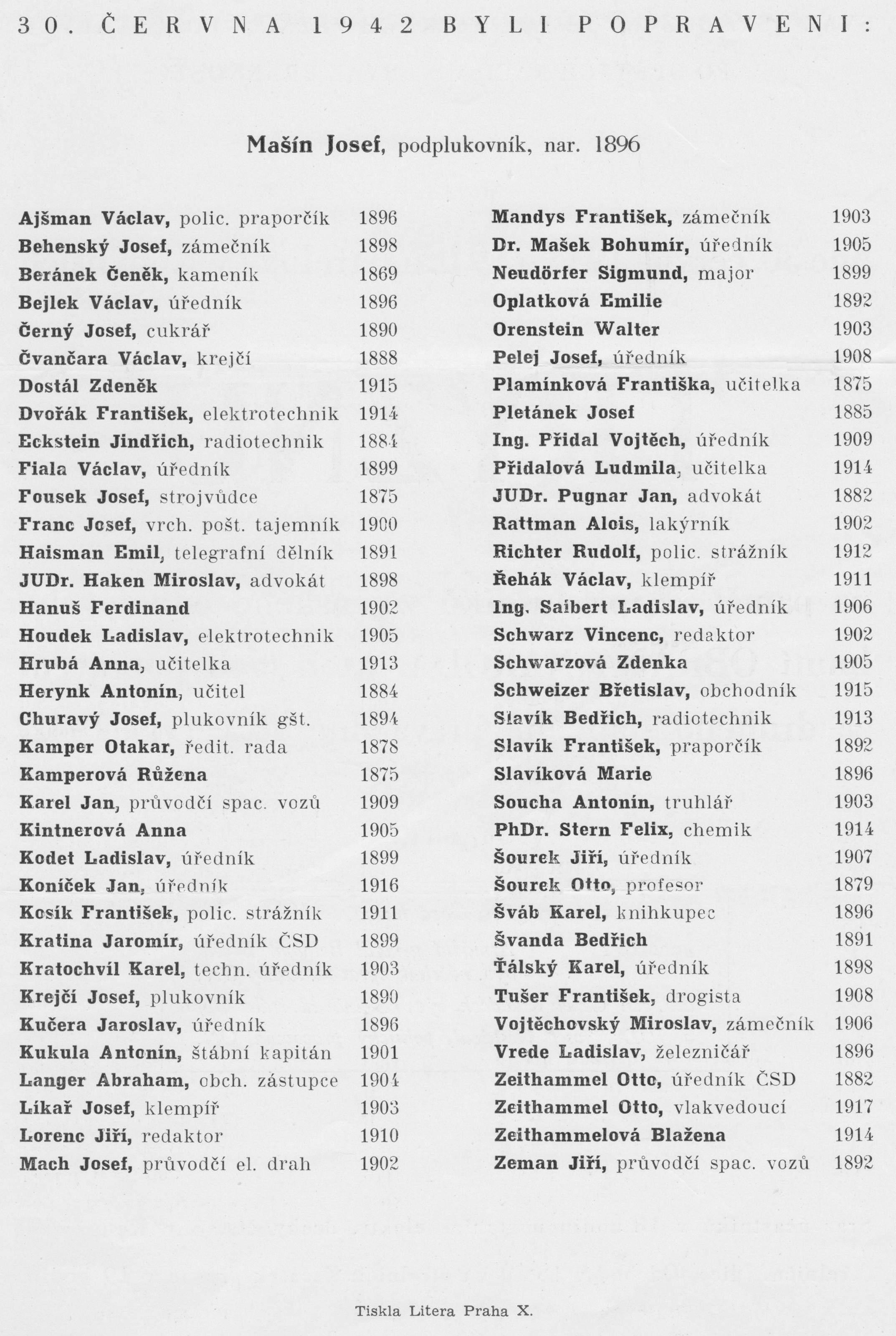
Trizna (30. června 1947), Seznam popravených

## Dovětek
Manželka Josefa Líkaře - Marie Líkařová a syn Jindřich Líkař se dožili konce protektorátu. Ještě v květnu 1945 předala Marie Líkařová některé z uschovaných zbraní povstaleckým jednotkám.

## Památka

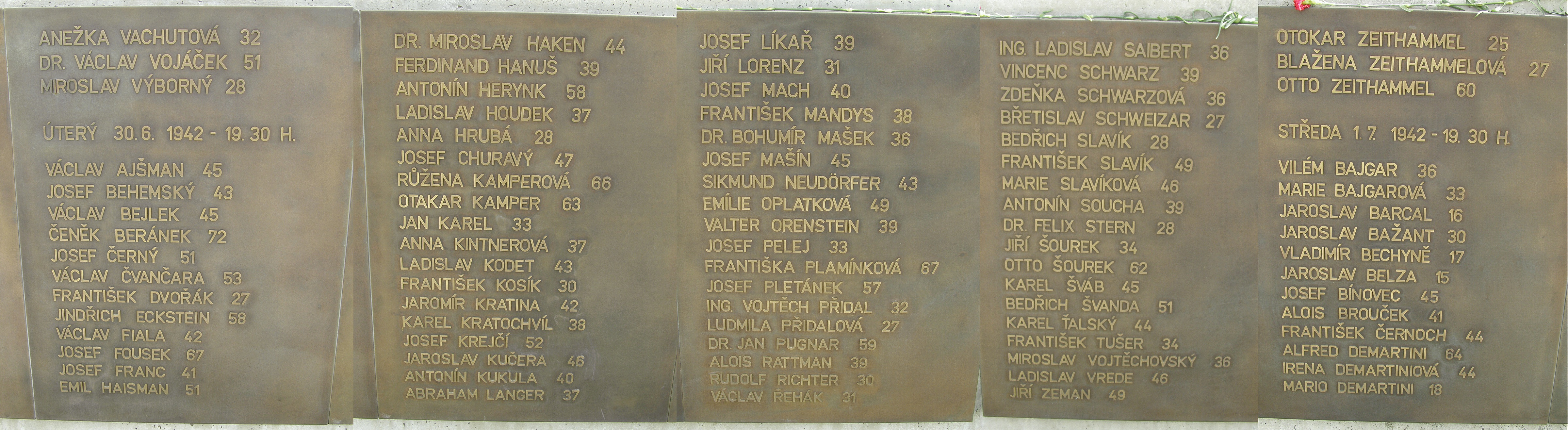
Pamětní desky věnované popraveným na Kobyliské střelnice v Praze dne 30. června 1942 (Jméno Josefa Líkaře je mezi nimi)

Klempířského mistra Josefa Líkaře, rotmistra Václava Řeháka a zámečníka Františka Mandyse připomíná památník odhalený na Bílé Hoře v květnu roku 2013. Původně na něm chybělo jméno Františka Mandyse, doplněno bylo v roce 2022. Památník se nachází v parčíku mezi kostelem Panny Marie Vítězné a konečnou stanicí tramvaje (smyčka Bílá Hora). Na památníku jsou následující nápisy:
- Horní deska: PADLÝM, UMUČENÝM / A POPRAVENÝM / VE II. SVĚTOVÉ VÁLCE / 1939 - 1945
- Dolní deska: ZAPOMENUTÝM HRDINŮM A OBĚTEM / DOMÁCÍHO PROTIFAŠISTICKÉHO ODBOJE / 2. SVĚTOVÉ VÁLKY /

JOSEF LÍKAŘ / VÁCLAV ŘEHÁK / FRANTIŠEK MANDYS / POPRAVENÝCH NACISTY 30. 6. 1942 / SPOLUPRACOVNÍKŮ pplk. JOSEFA MAŠÍNA, pplk. JOSEFA BALABÁNA a kpt. VÁCLAVA MORÁVKA / VOJENSKÉ ODBOJOVÉ ORGANIZACE / OBRANA NÁRODA
Jména všech tři odbojářů jsou též uvedena na pamětních deskách v pietním areálu Kobyliské střelnice v Praze 8 (číslo za jménem udává věk popraveného): "JOSEF LÍKAŘ 39, FRANTIŠEK MANDYS 38, VÁCLAV ŘEHÁK 31".

Inovovaný památník na Bílé Hoře v Praze
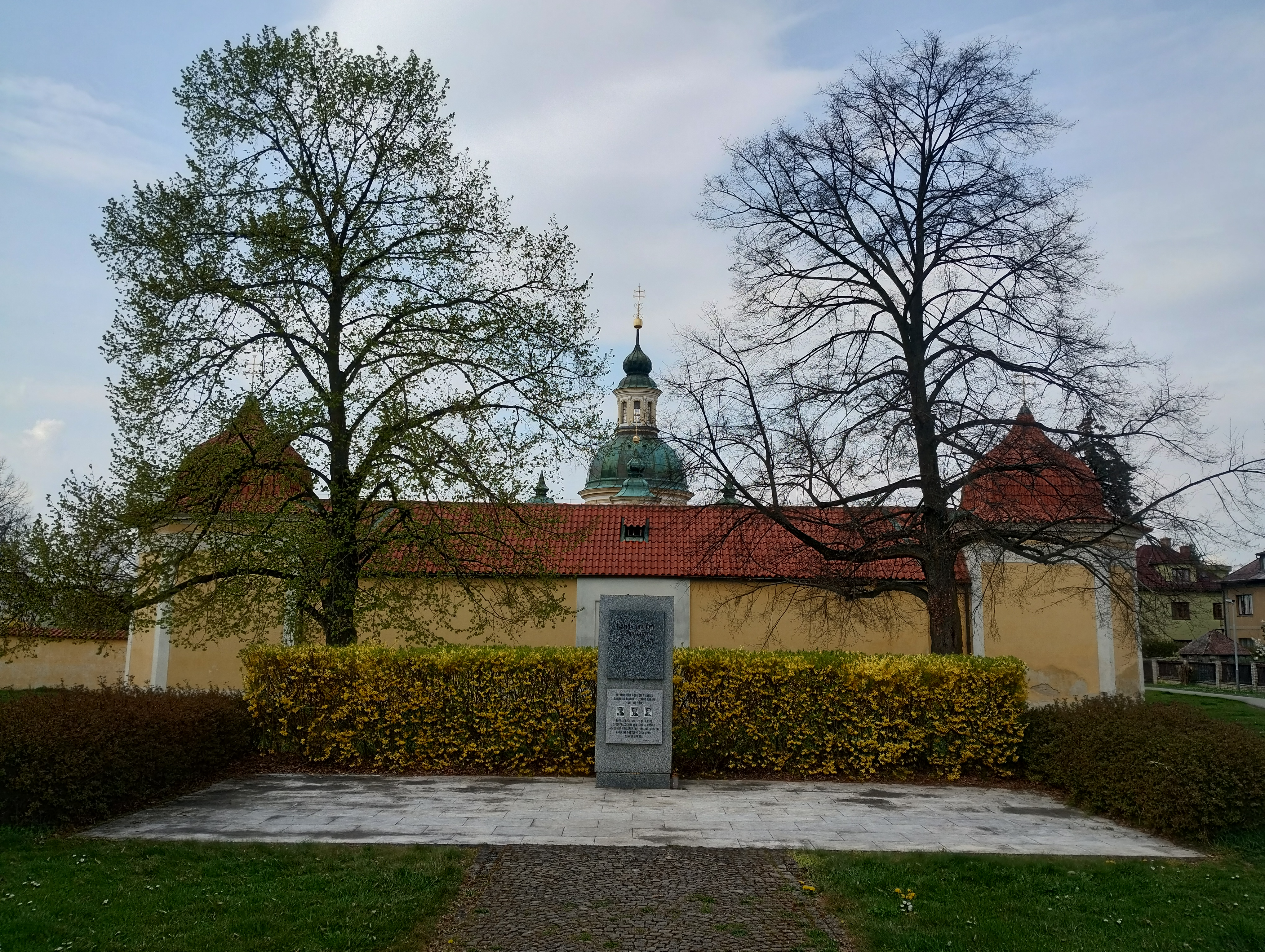
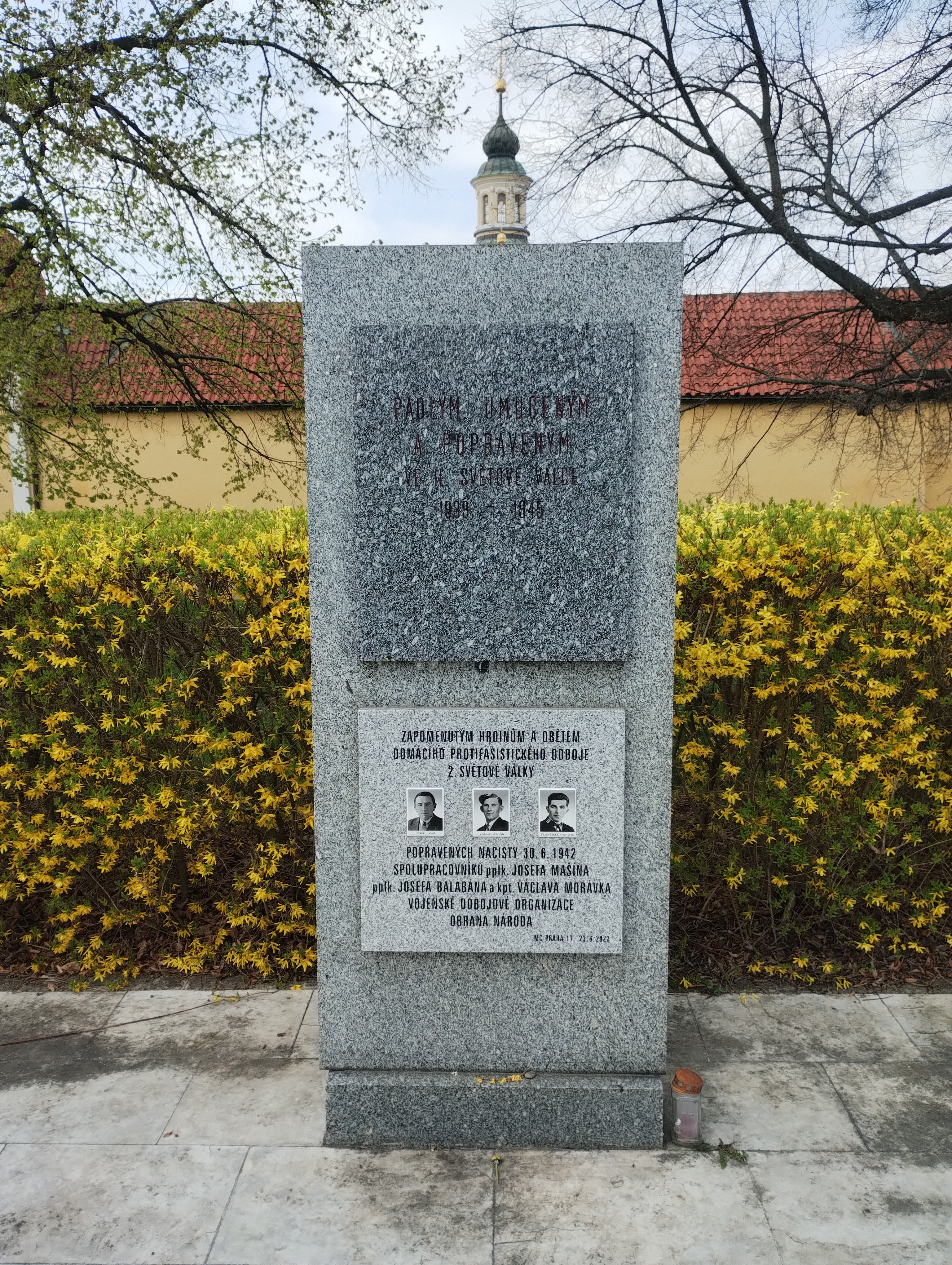
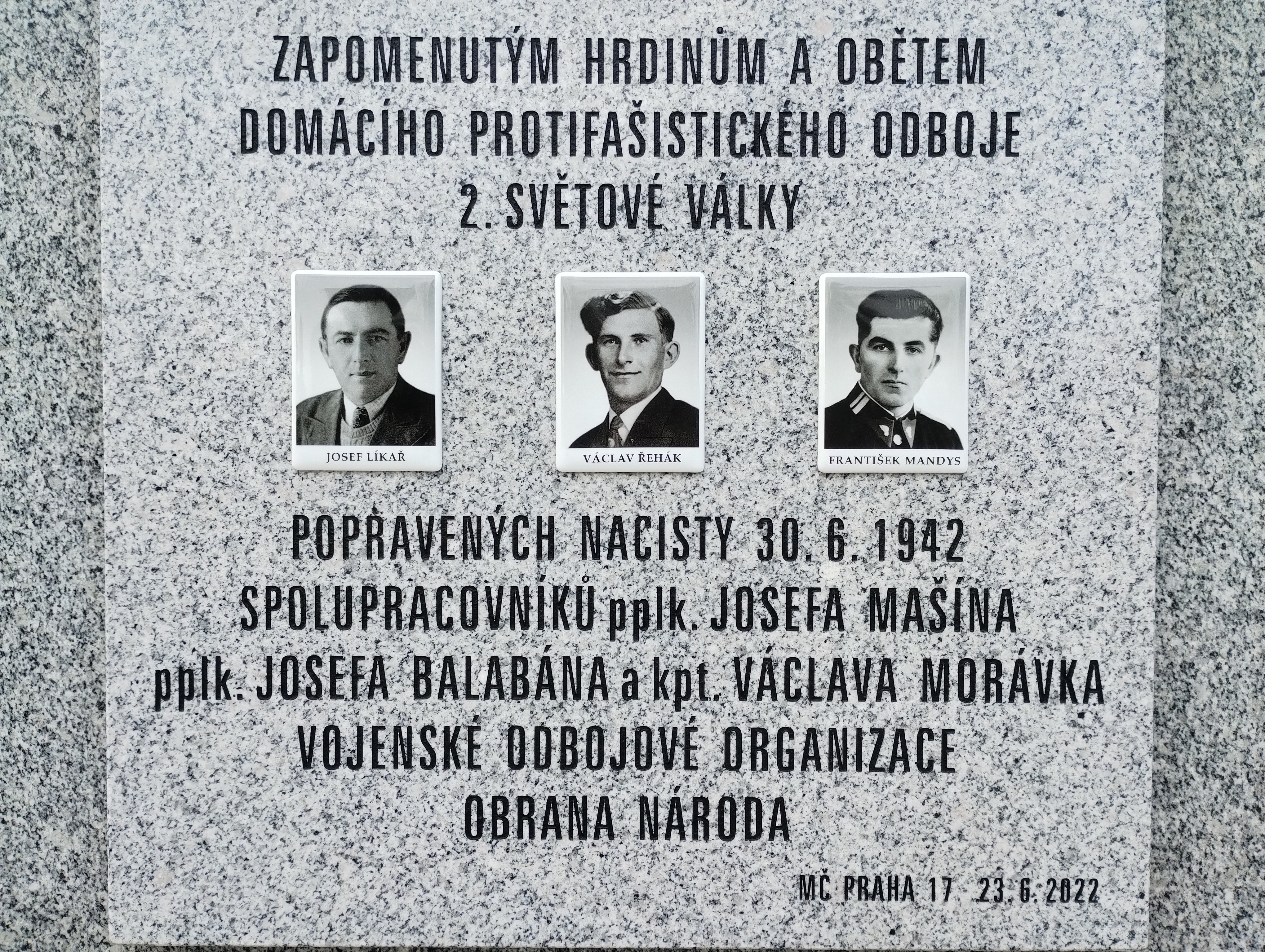